# 兵庫県道61号加古川停車場線
兵庫県道61号加古川停車場線（ひょうごけんどう61ごう かこがわていしゃじょうせん）は、兵庫県加古川市を通る県道（主要地方道）である。

## 概要
JR加古川駅から加古川市加古川町寺家町の国道2号までを結ぶ。

### 路線データ
- 起点：加古川市JR加古川駅
- 終点：加古川市加古川町寺家町（国道2号交点）

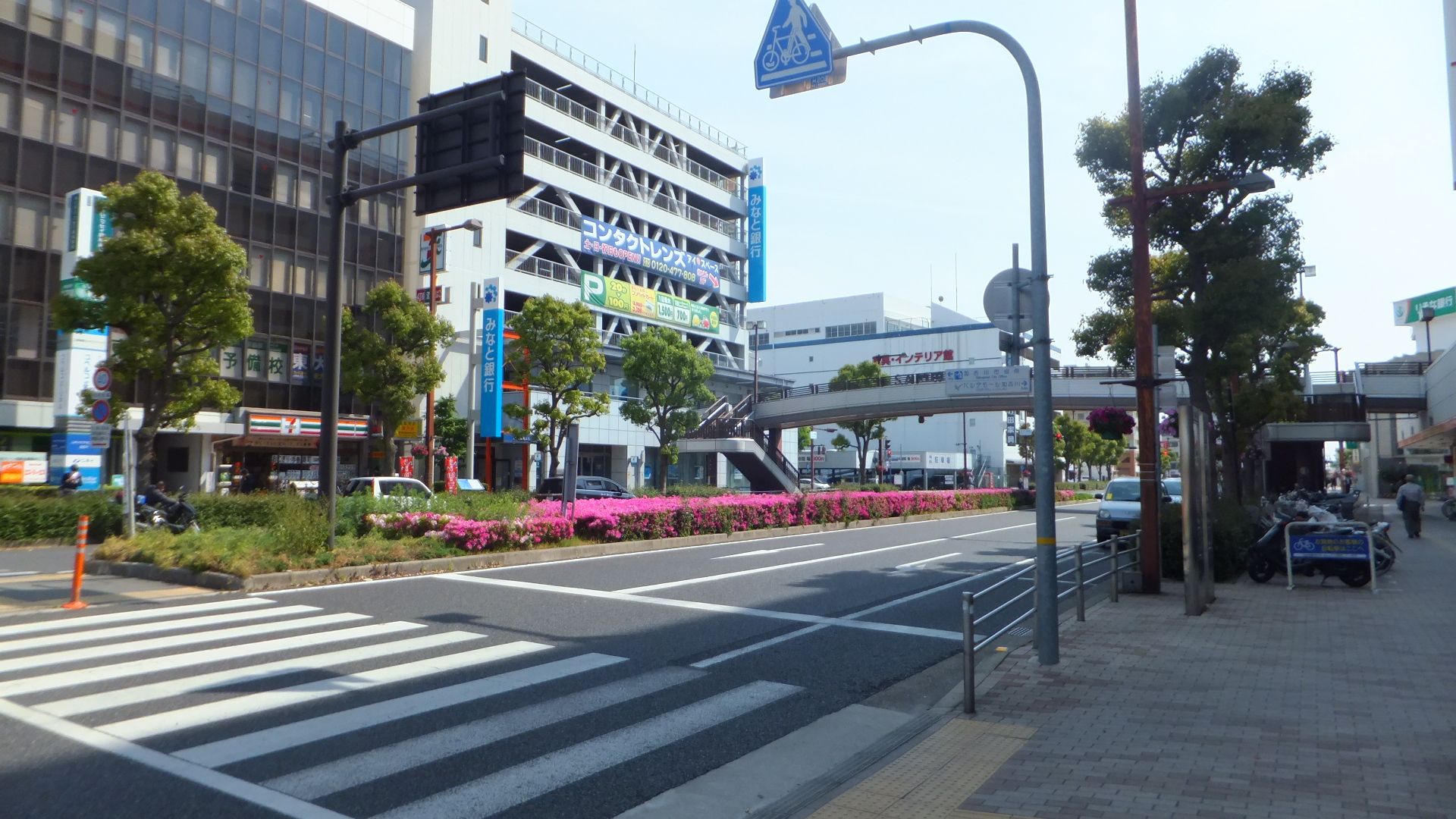
起点付近
加古川市加古川町溝之口で撮影

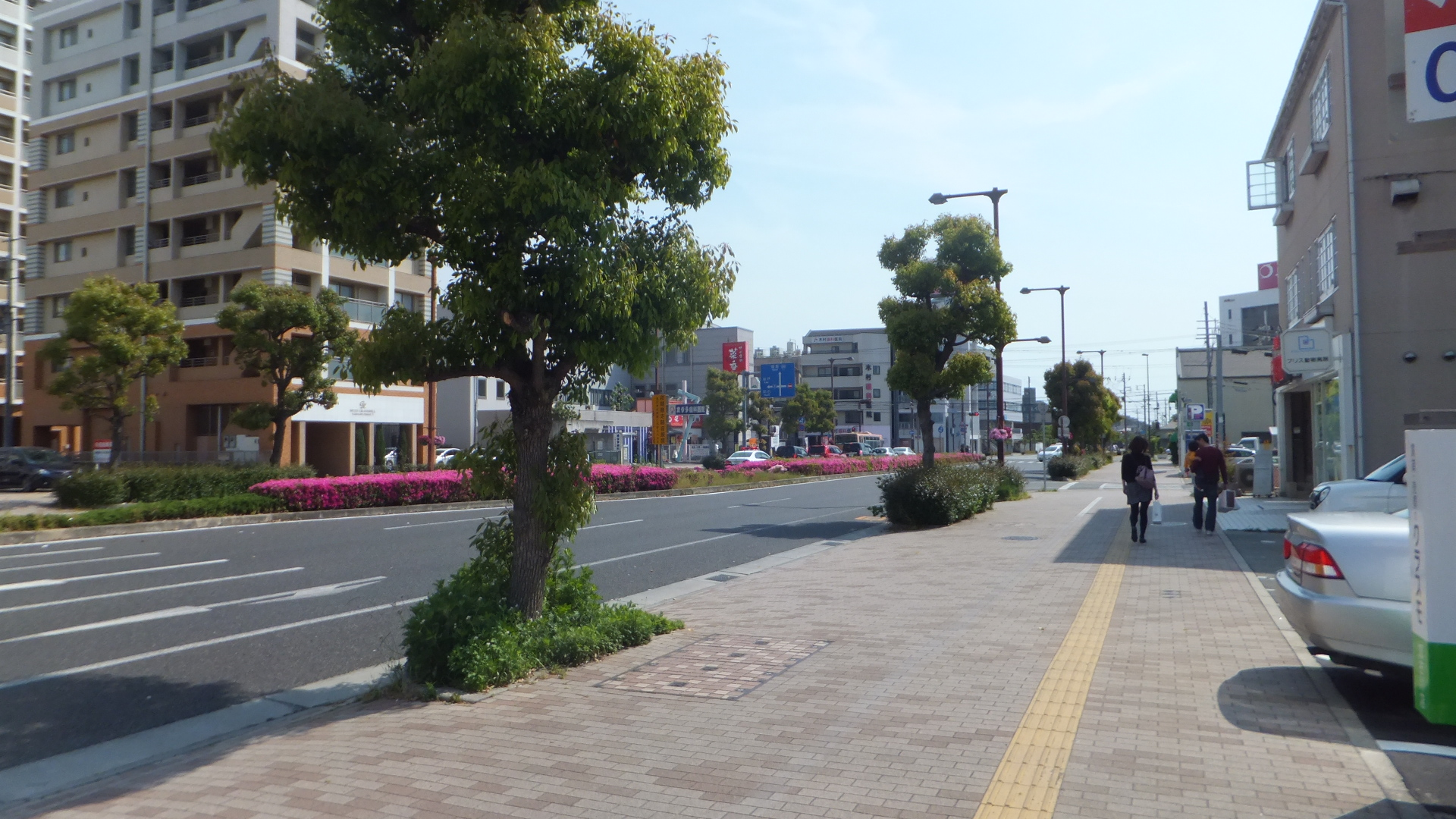
終点付近
加古川市寺家町で撮影

- 総延長：約301m

## 歴史
- 1993年（平成5年）5月11日 - 建設省から、県道加古川停車場線が加古川停車場線として主要地方道に指定される[1]。

## 地理

### 通過する自治体
- 加古川市

### 交差する道路
- 国道2号（加古川市加古川町寺家町、終点）